# Mouzeil

Localització de Mouzeil

Mouzeil (en bretó Mouzel) és un municipi francès, situat a la regió de país del Loira, al departament de Loira Atlàntic, que històricament va formar part de la Bretanya. L'any 2006 tenia 1.520 habitants. Limita amb Ligné al sud-oest, Couffé, Mésanger, Teillé, Trans-sur-Erdre i Les Touches.

## Demografia
| 1801                                       | 1866 | 1901 | 1921 | 1936 | 1962 | 1968 | 1975 | 1982 | 1990 | 1999 | 2006 |
| ------------------------------------------ | ---- | ---- | ---- | ---- | ---- | ---- | ---- | ---- | ---- | ---- | ---- |
| 729                                        | 1629 | 1363 | 1064 | 903  | 744  | 790  | 720  | 872  | 1190 | 1213 | 1520 |
| Des de 1962: població sense dobles comptes |      |      |      |      |      |      |      |      |      |      |      |

## Administració
| Període | Identitat     | Partit             |
| ------- | ------------- | ------------------ |
| 2001-   | Hervé Bréhier | UDF, després MoDem |